# St. Johannes Baptist und Johannes Evangelist (Steinkirchen)

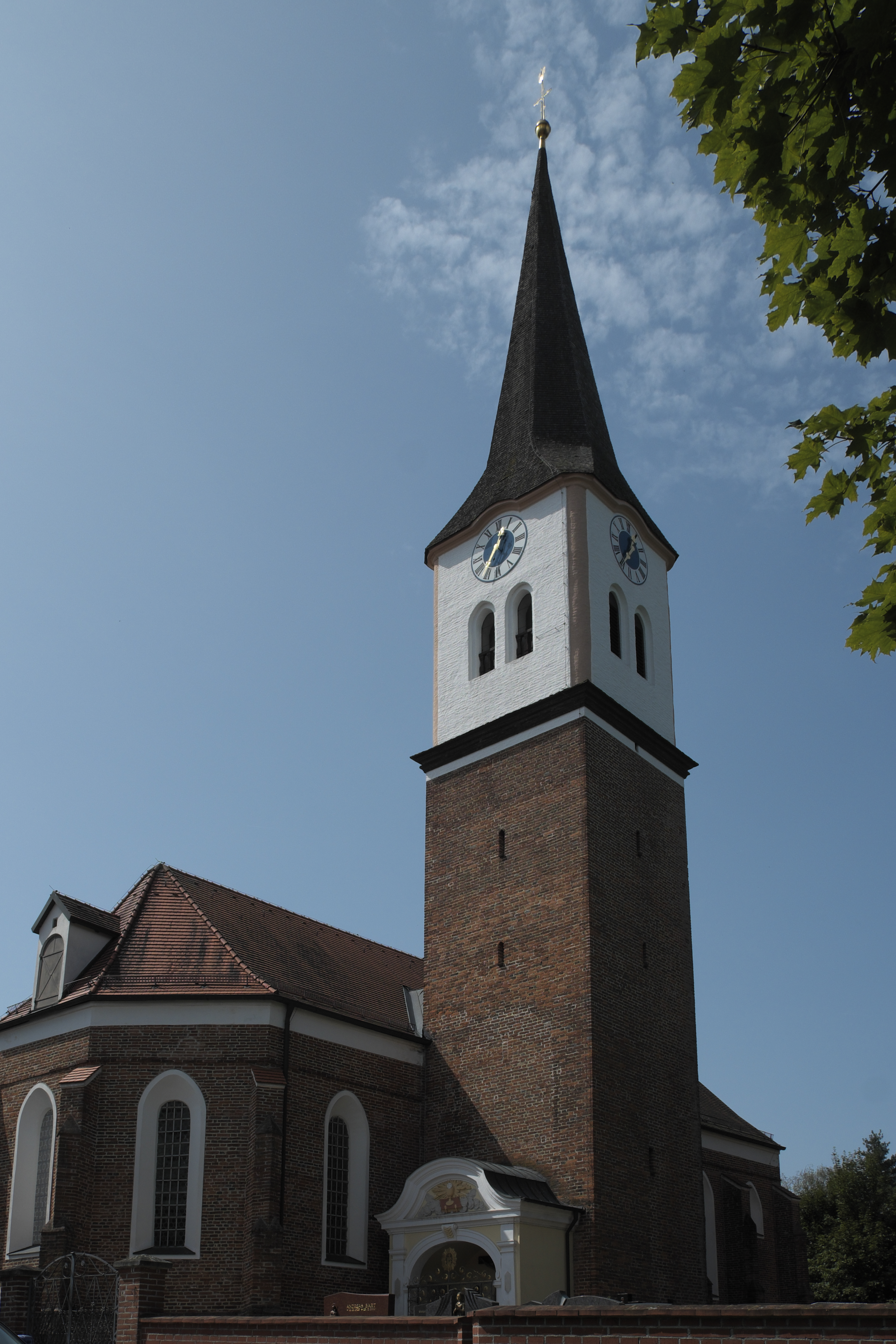
Pfarrkirche St. Johannes Baptist und Johannes Evangelist

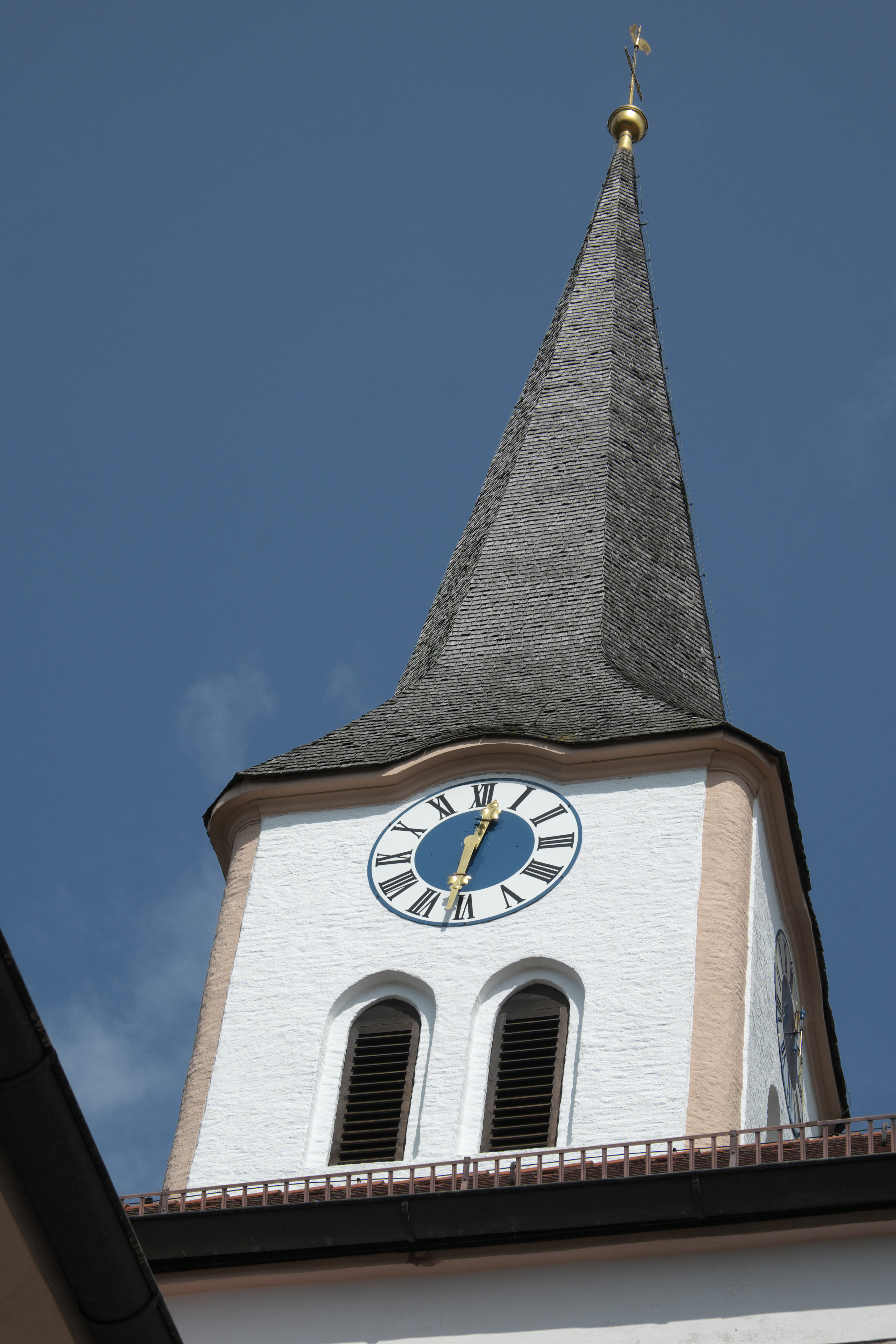
Glockenturm

Die römisch-katholische Pfarrkirche St. Johannes Baptist und Johannes Evangelist in Steinkirchen, einer Gemeinde im oberbayerischen Landkreis Erding,
ist ein spätgotischer Bau aus der zweiten Hälfte des 15. Jahrhunderts, der im 18. Jahrhundert barockisiert wurde. Die Kirche ist Johannes dem Täufer (Gedenktag: 24. Juni) und Johannes dem Evangelisten (Gedenktag: 27. Dezember) geweiht.
Die Pfarrei St. Johannes in Steinkirchen gehört zum Dekanat Dorfen des Erzbistums München und Freising und bildet mit den Nachbargemeinden St. Vitus in Burgharting, Mariä Heimsuchung in Hohenpolding, St. Stephanus in Inning am Holz sowie St. Nikolaus in Schröding den Pfarrverband Holzland. Filialkirchen von Steinkirchen sind St. Laurentius in Hofstarring und St. Michael in Kögning und Ebering.

## Architektur

### Außenbau
Die Kirche ist aus unverputztem Backstein errichtet. Nur die Fensterlaibungen und das Glockengeschoss des Turmes sind verputzt und weiß getüncht. Den Außenbau gliedern kräftige, abgetreppte Strebepfeiler. An der Südseite ist ein Spitzbogenportal in die gotische Vorhalle integriert. Die Fenster waren ursprünglich ebenfalls spitzbogig ausgeführt, wurden aber im Zuge der Barockisierung ausgerundet. Im nördlichen Chorwinkel erhebt sich der weitgehend ungegliederte, von einem Spitzhelm bekrönte Glockenturm.

### Innenraum
Den Innenraum gliedern Wandpfeiler, auf denen die Stichkappen des Tonnengewölbes aufliegen. Das vierachsige Langhaus mündet auf der Ostseite – vermittelt durch einen Chorbogen – in den eingezogenen Chor mit Dreiachtelschluss.

## Deckenmalereien
Die Deckenmalereien wurden 1905 ausgeführt und sind dem Stil des Rokoko nachgeahmt. Sie stellen im Langhaus die Predigt Johannes’ des Täufers und im Chor die Taufe Jesu dar. Auf den kleineren, seitlichen Bildern sind im Langhaus die Evangelisten dargestellt, im Chor Schutzengel.

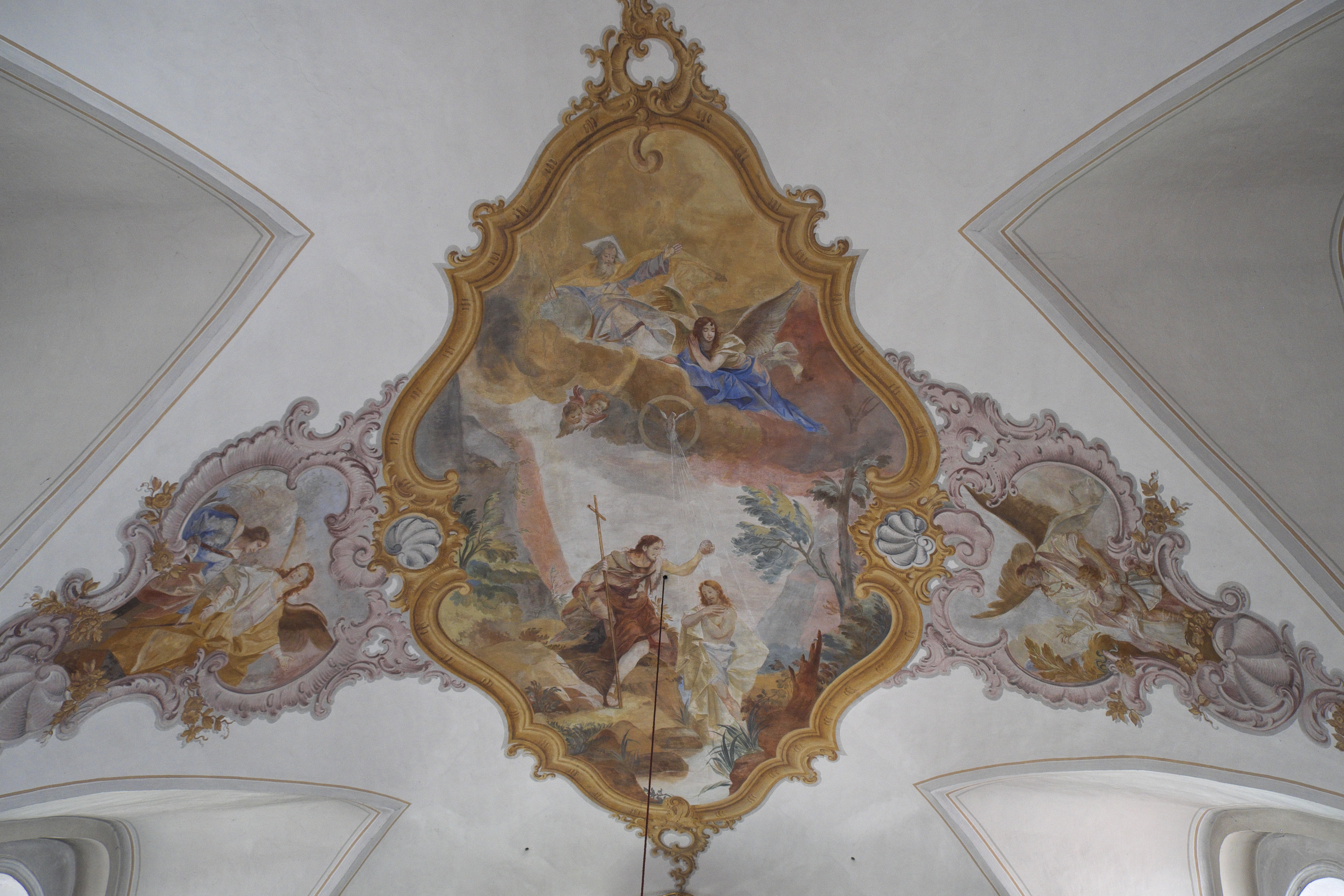
Taufe Jesu
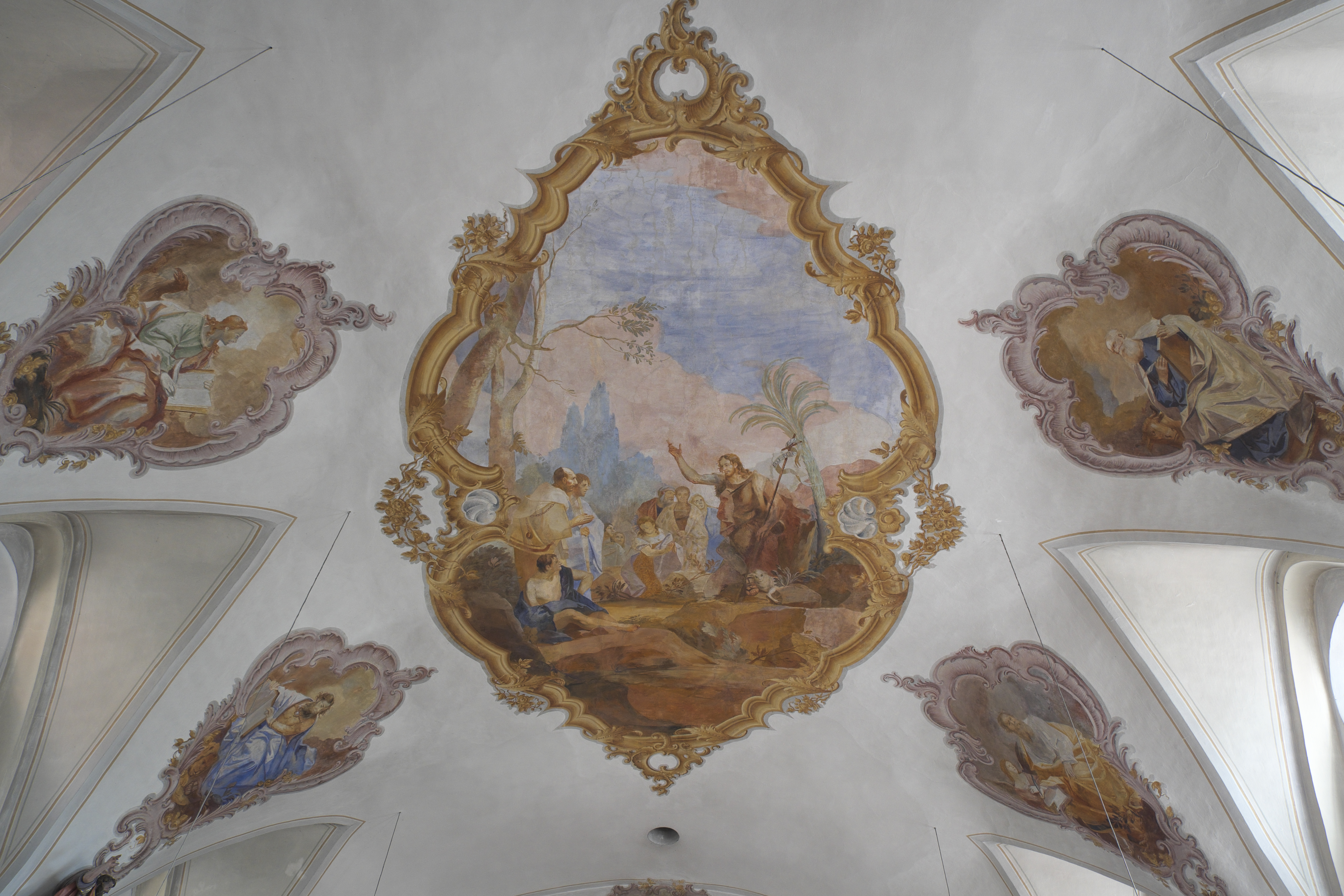
Predigt des Johannes des Täufers
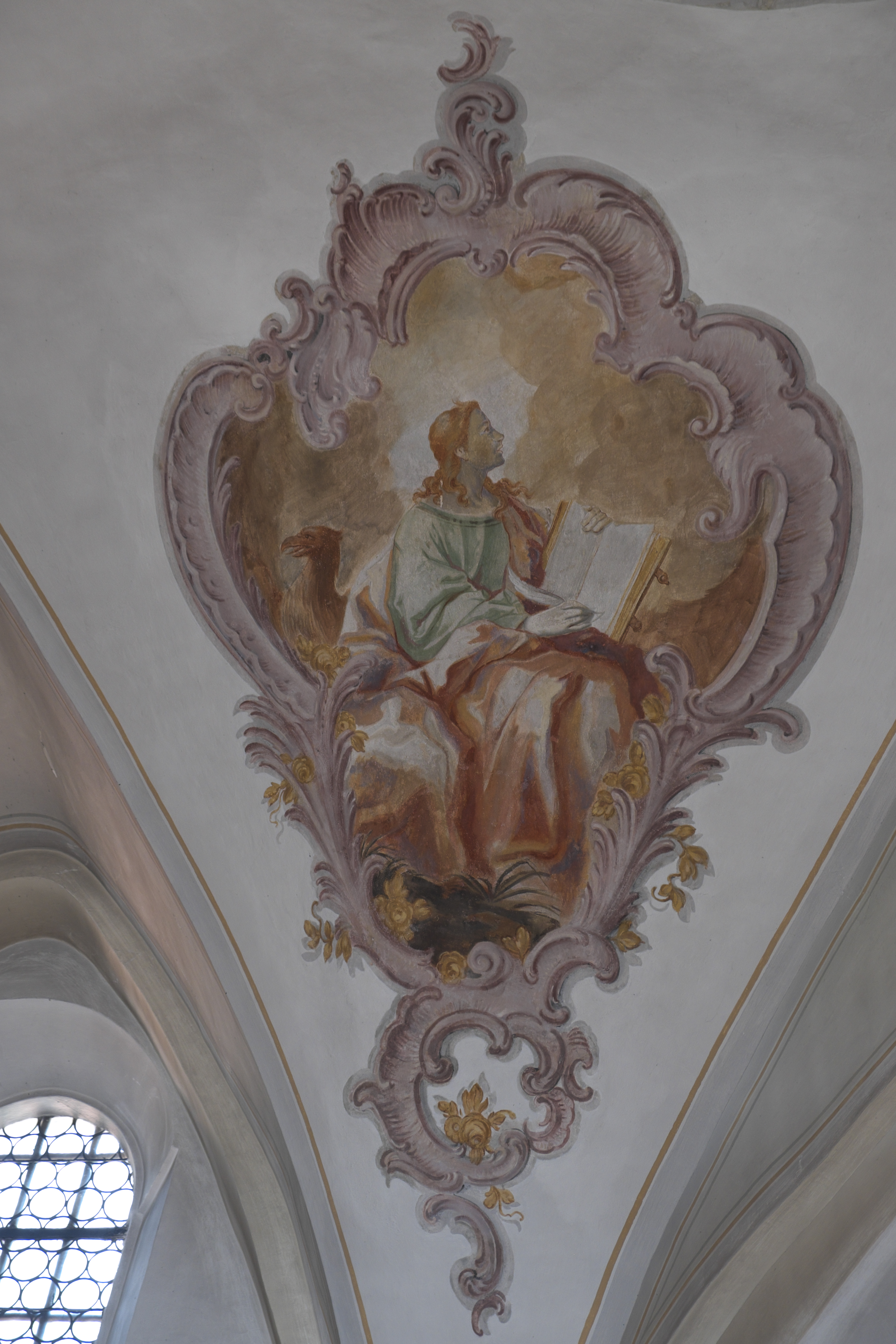
Evangelist Johannes
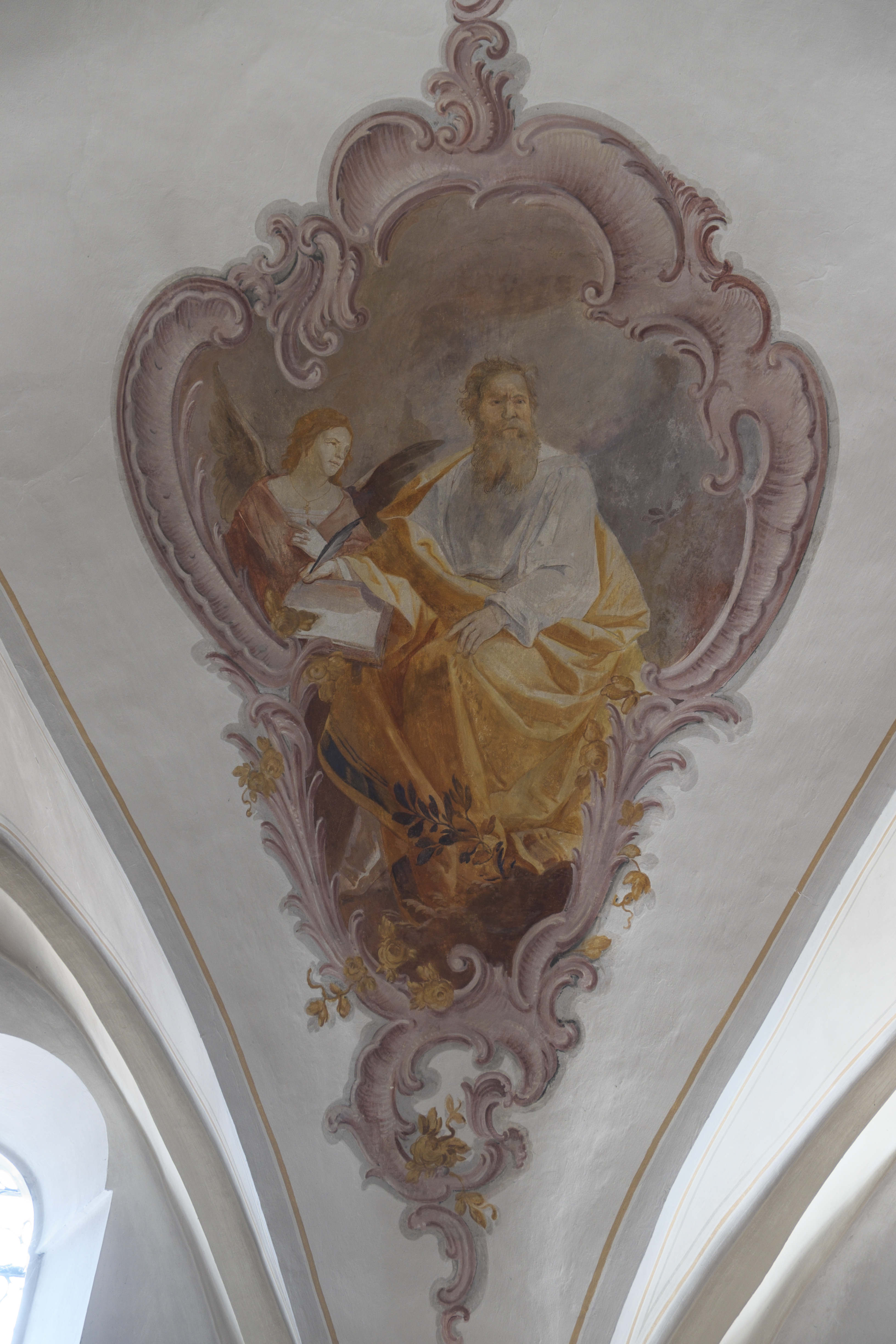
Evangelist Matthäus

## Ausstattung
- Der Hochaltar wurde 1777 von Matthias Fackler geschaffen. Auf dem Altarblatt ist Mariä Himmelfahrt dargestellt, im Auszug die Dreifaltigkeit. Die seitlichen Figuren der Kirchenpatrone, Johannes der Täufer und der Evangelist Johannes, sind Arbeiten von Christian Jorhan dem Älteren. Die Skulpturen über den Durchgängen stellen links Johannes Kreuz, den Abt des Klosters St. Blasien, und rechts Johannes Nepomuk dar.

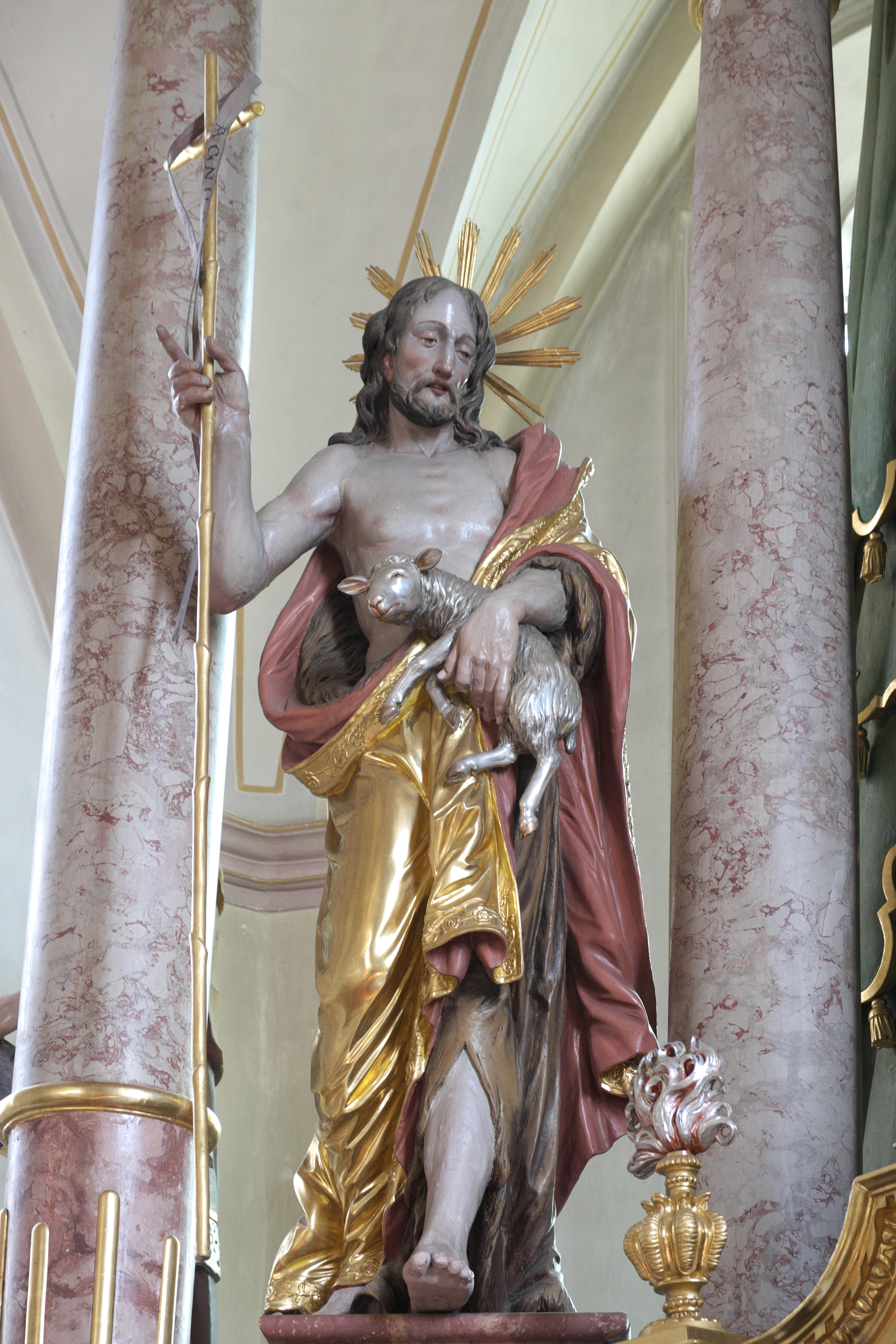
Johannes der Täufer
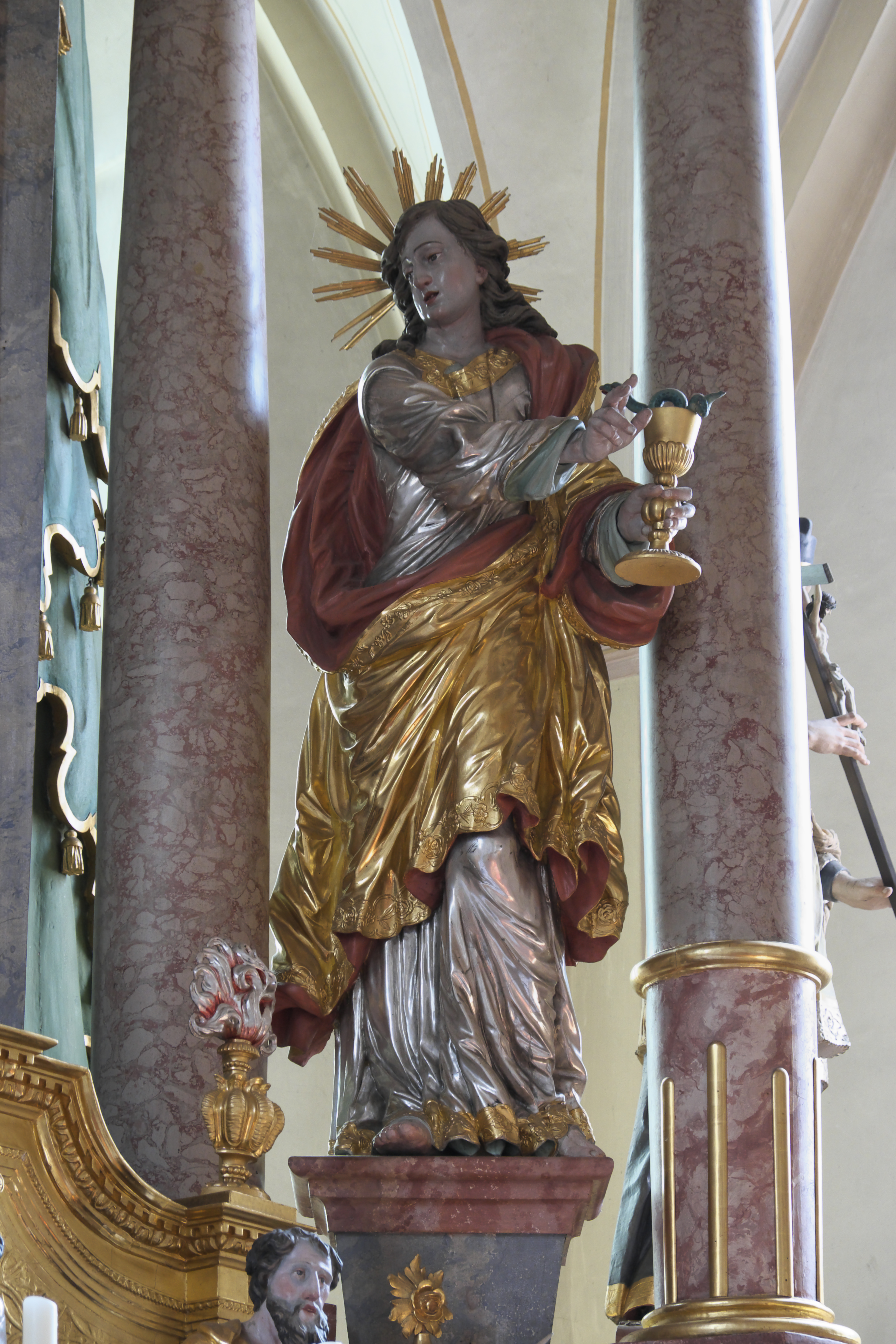
Evangelist Johannes (mit Kelch und Schlange, dem Symbol des Apostels Johannes)
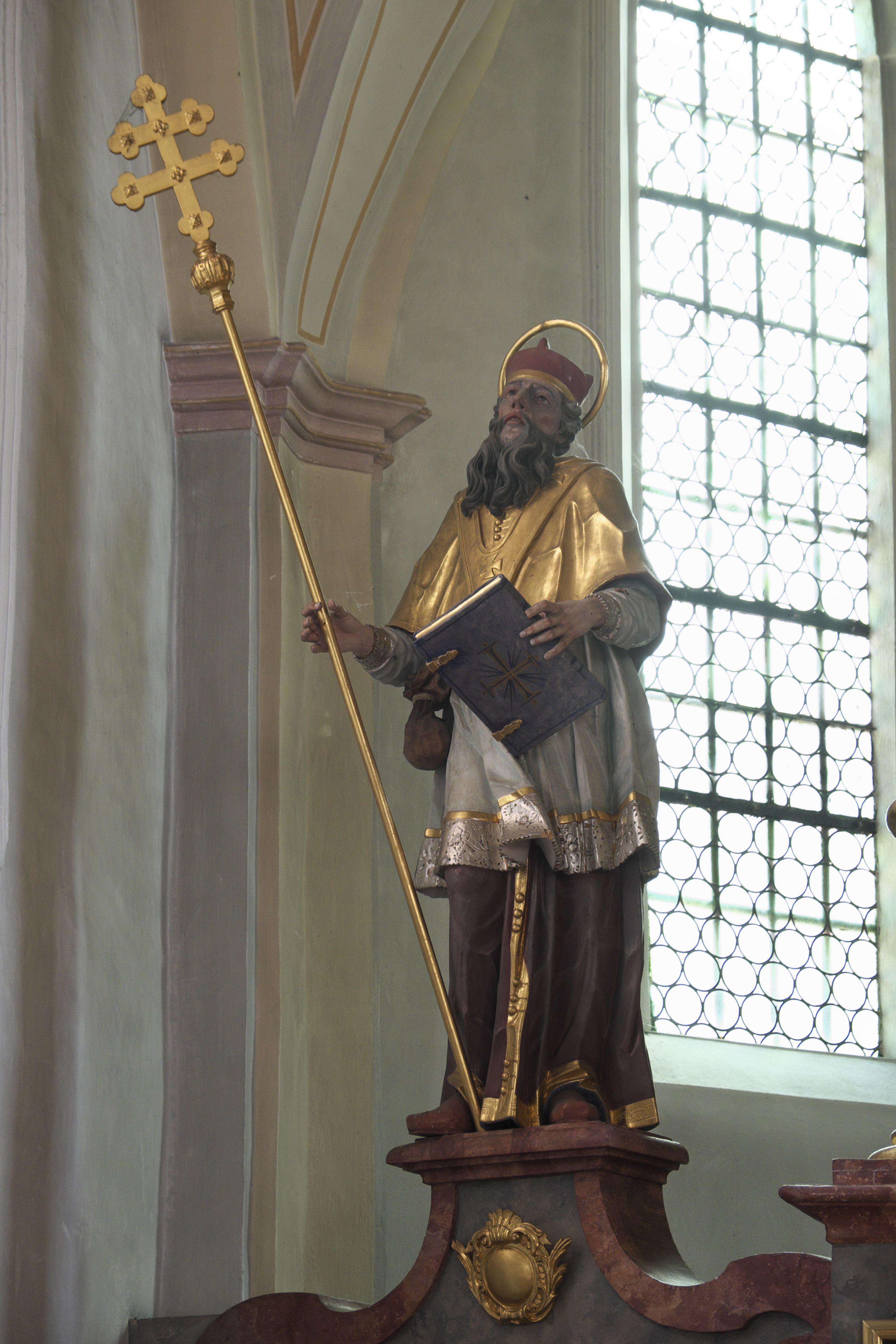
Johannes Kreuz
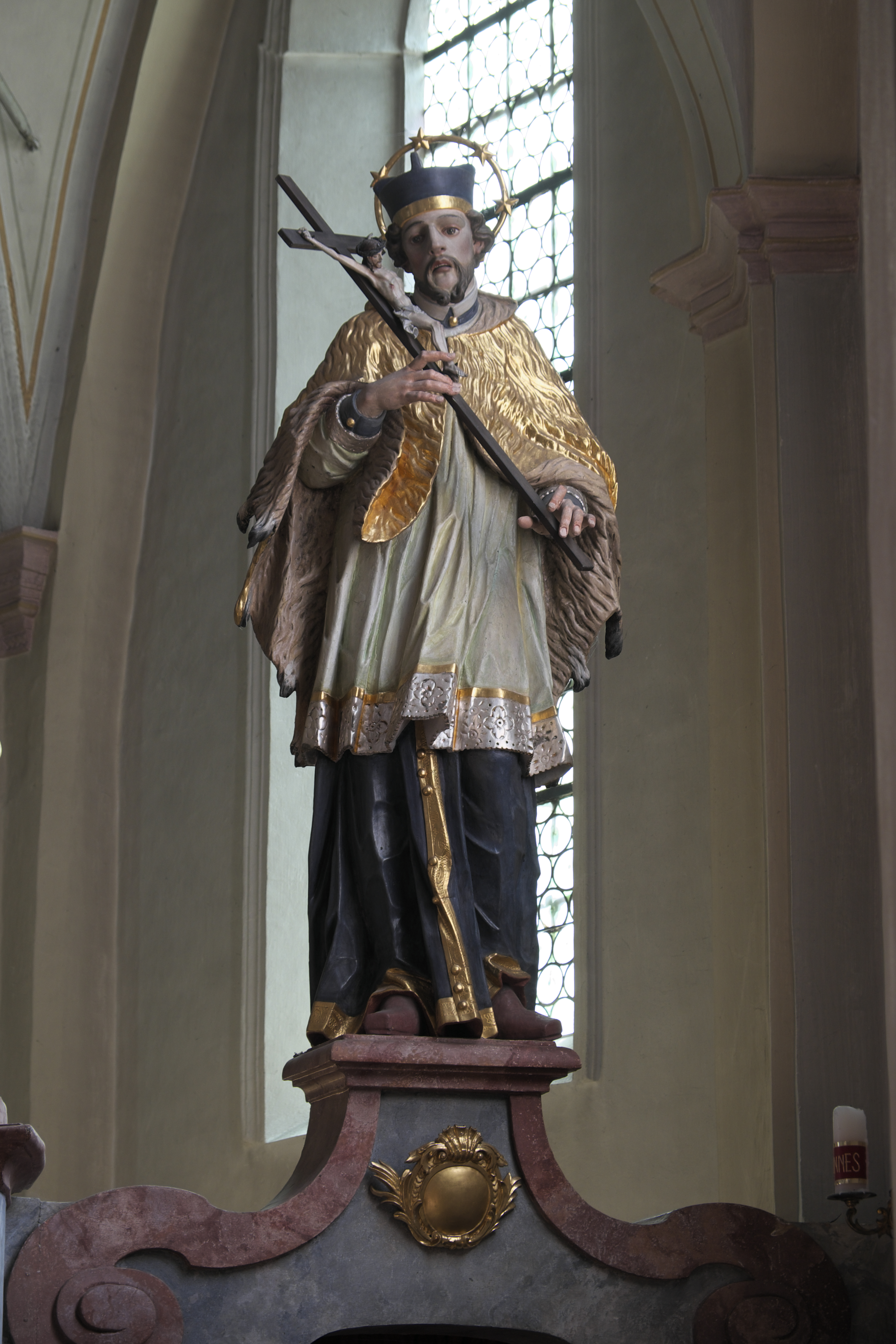
Johannes Nepomuk

- Die Seitenaltäre stammen von 1738. Auf dem Altarblatt des nördlichen Seitenaltars ist die heilige Familie dargestellt, auf dem Bild des südlichen Altars der heilige Sebastian.

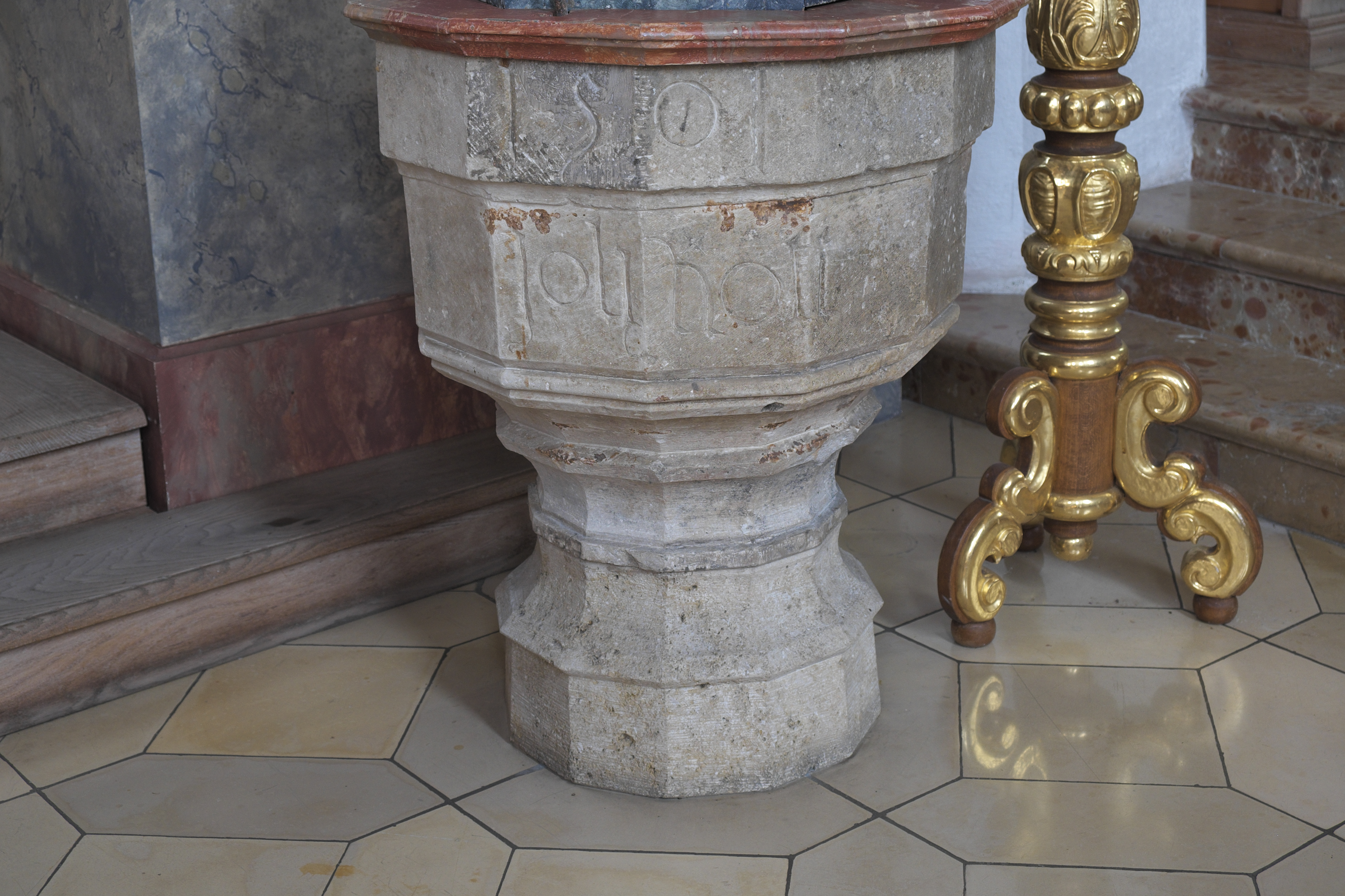
Taufstein

- Das spätgotische Taufbecken ist mit der Jahreszahl 1501 bezeichnet.
- Neben dem Wappengrabstein für Paulus Lampfritzheimer († 1511) sind in der Kirche zahlreiche Epitaphien aus dem 17. und 18. Jahrhundert erhalten.

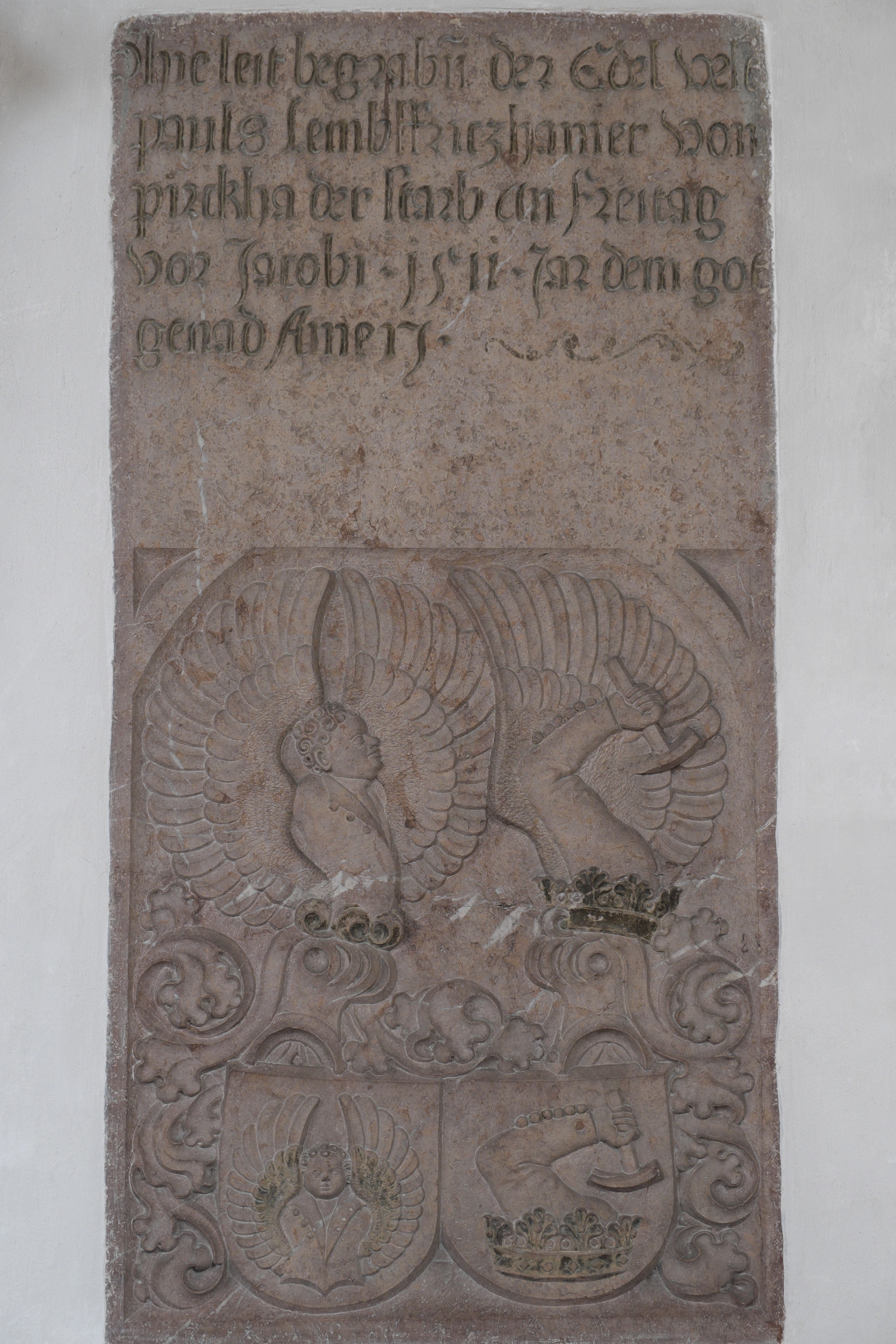
Wappengrabstein für Paulus Lampfritzheimer
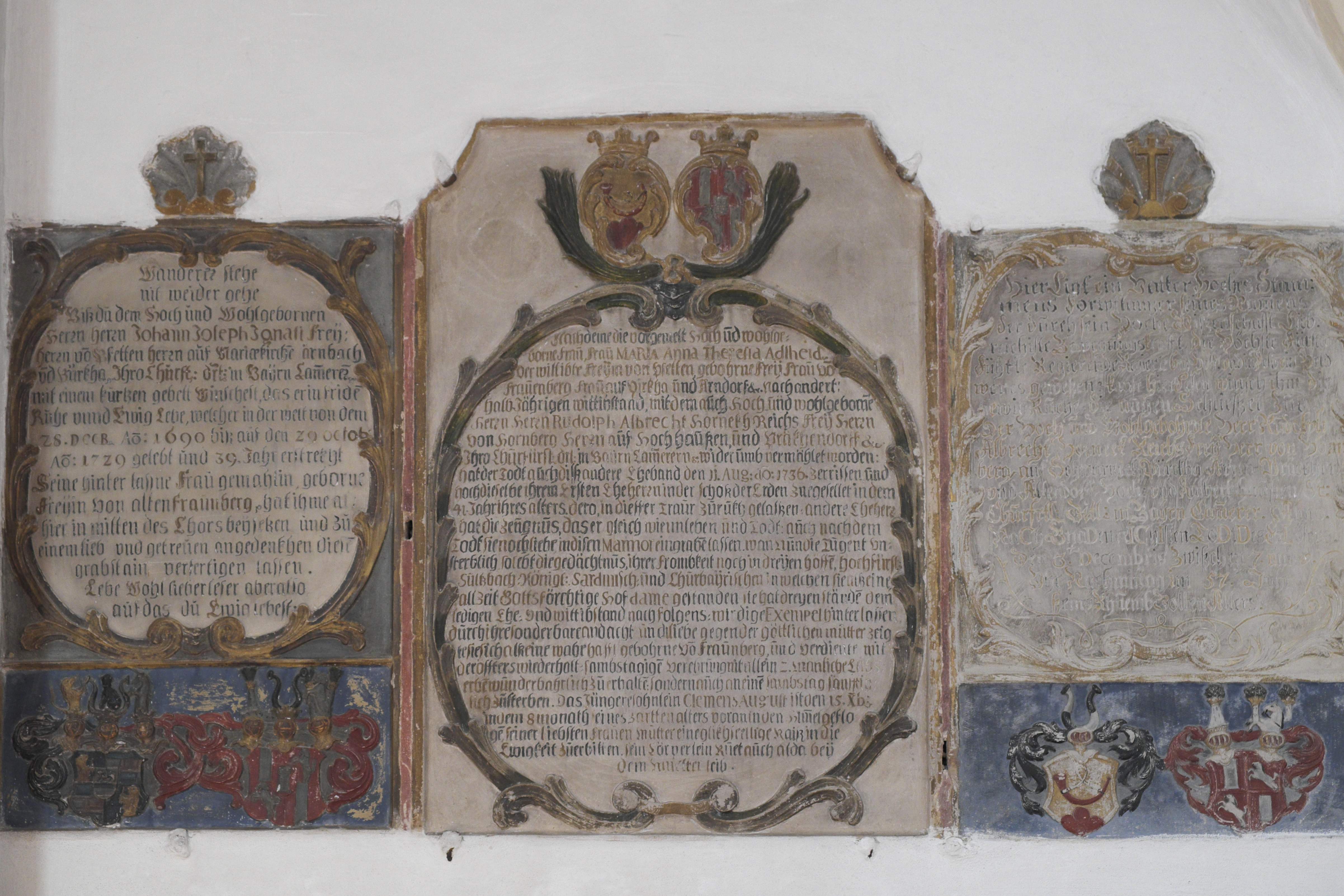
Grabstein
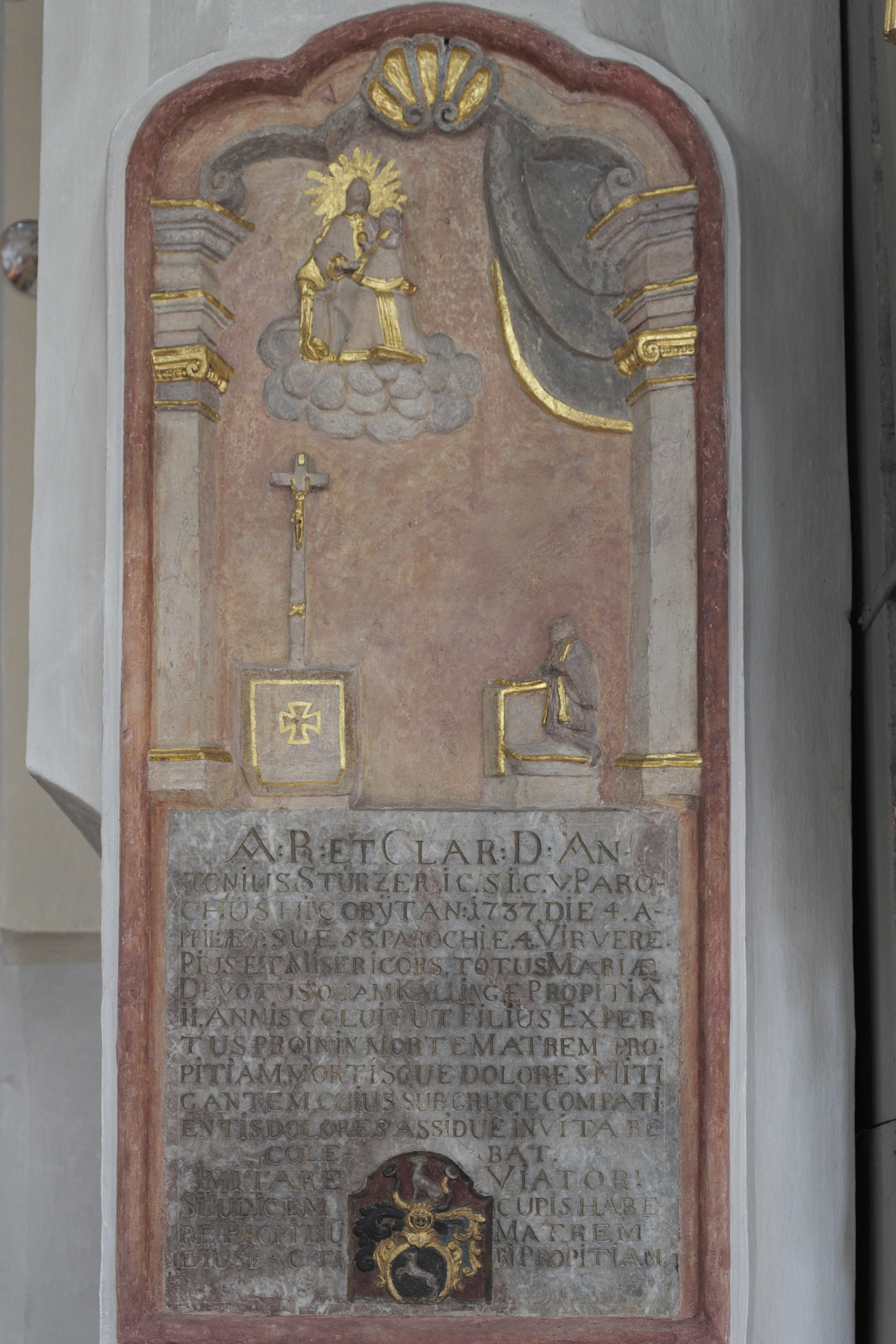
Priestergrabstein

## Orgel

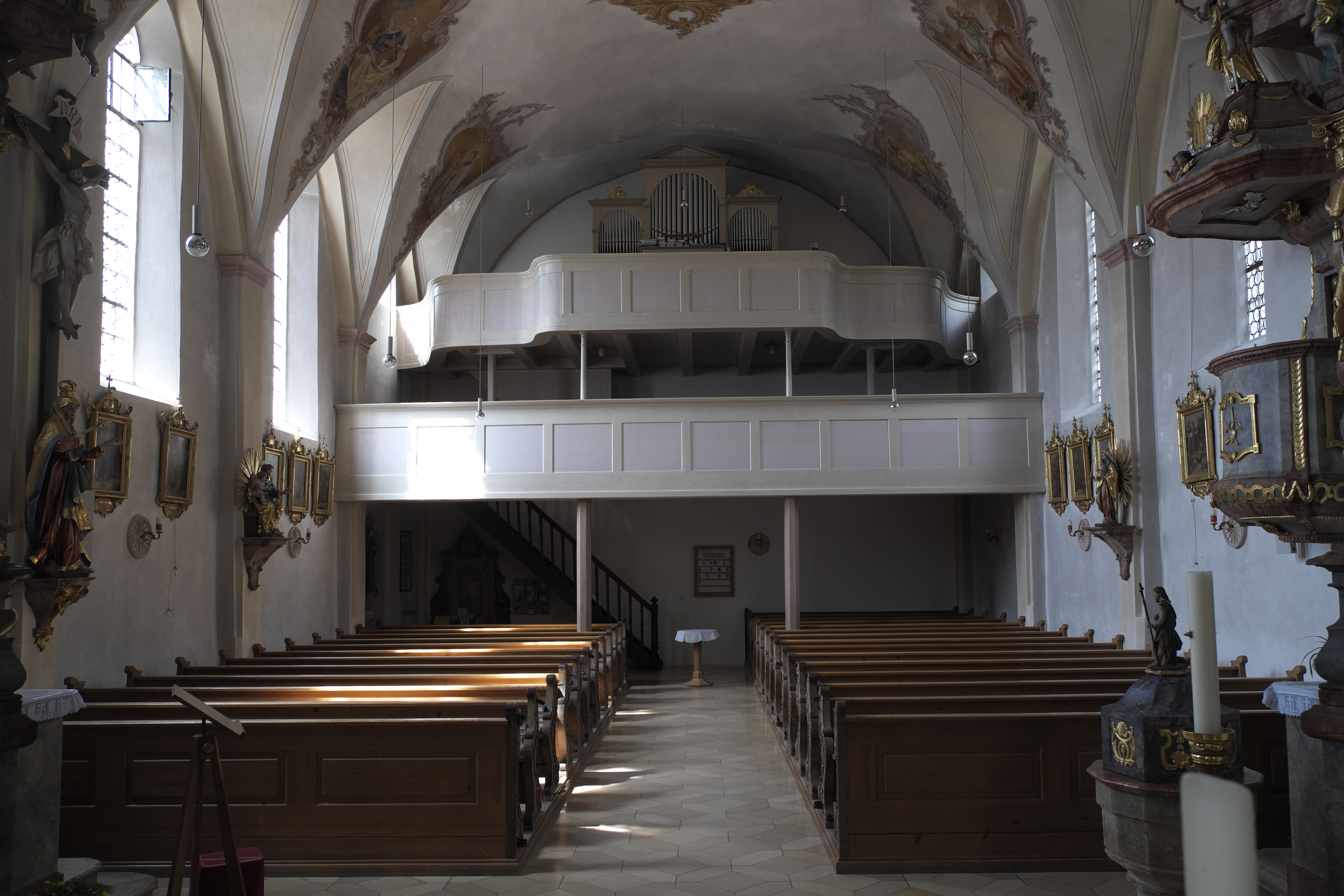
Blick zur Orgelempore

Die erste Orgel in Steinkirchen wurde im Jahr 1740 von Franz Mitterreither aus Landshut erstellt und umfasste acht Register. Sie ist heute nicht mehr erhalten; jedoch ist von ihr folgende Disposition überliefert:
| I Manual   |       |
| Kupel      | 8′    |
| Quintaden  | 8′    |
| Principal  | 4′    |
| Fletten    | 4′    |
| Octav      | 2′    |
| Quint      | 1 ⁄2′ |
| Superoctav | 1′    |
| Mixtur II  | 1′    |

| Pedal     |
| angehängt |

Von einem unbekannten Orgelbauer wurde 1839 ein neues Instrument, wieder mit acht Registern auf einem Manual und Pedal, erstellt. Dessen Disposition lautete wie folgt:
| I Manual CDEFGA–c3 |    |
| Copel              | 8′ |
| Gamba              | 8′ |
| Principal          | 4′ |
| Flöte              | 4′ |
| Octav              | 2′ |
| Mixtur II          | 1′ |

| Pedal CDEFGA–a |     |
| Subbaß         | 16′ |
| Octavbaß       | 8′  |

Die heutige Orgel, ein rein mechanisches Kegelladeninstrument mit acht Registern, das inzwischen mehrmals restauriert wurde, erbaute Franz Borgias Maerz aus München im Jahr 1896. Der Spieltisch ist freistehend, der Prospekt im Neorenaissance-Stil ausgeführt. Die Disposition lautet folgendermaßen:
| I Manual C–f3 |       |
| Principal     | 8′    |
| Gedackt       | 8′    |
| Salicional    | 8′    |
| Gamba         | 4′    |
| Octave        | 4′    |
| Traversflöte  | 4′    |
| Mixtur IV     | 2 ⁄3′ |

| Pedal C–d1 |     |
| Subbaß     | 16′ |

- Koppel: I/P
- Spielhilfe: Tutti